# 布鲁塞尔第一城墙

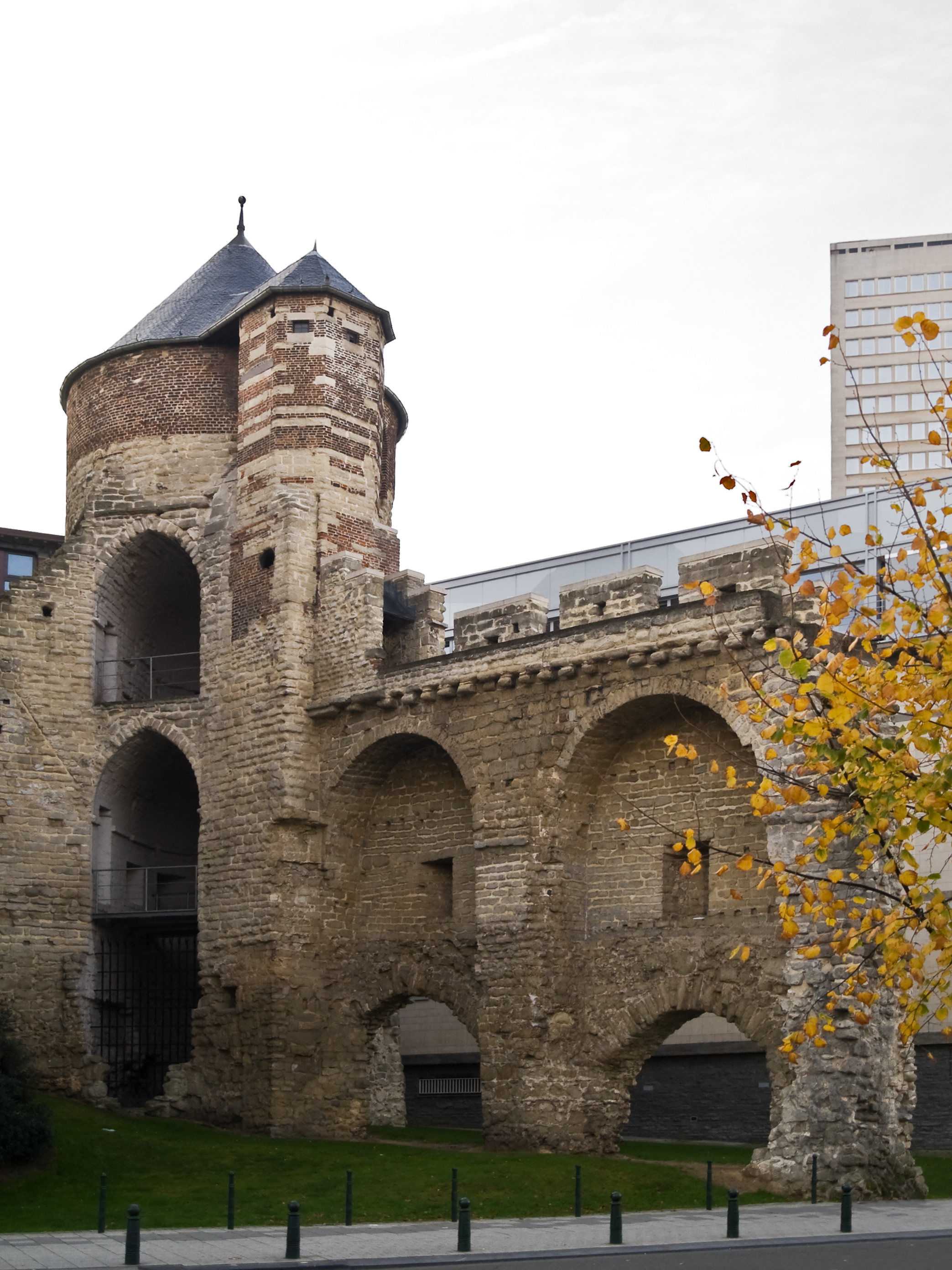
Tour Anneessens

布鲁塞尔第一城墙于11世纪兴建于比利时布鲁塞尔城周围，在布鲁塞尔第二城墙兴建前是布鲁塞尔的外城墙。